# Ji Cheong-cheon
Ji Cheong-cheon (Hangul: 지청천; romanización McCune-Reischauer; Ji Cheong-cheon, 7 de marzo de 1888-15 de enero de 1957), también conocido como Yi Cheong-cheon, fue un activista por la independencia de Corea durante el período del dominio japonés (1910-1945). Más tarde se convirtió en político de Corea del Sur. Su nombre era originalmente Ji Seok-gyu, pero tomó el nombre de guerraJi Cheong-cheon, que significa "Tierra y cielo azul", mientras lideraba las fuerzas guerrilleras coreanas contra los japoneses. También pasó por Ji Dae-hyoung, Ji Su-bong, Ji Eul-gyu, Lee Cheong-Cheon y Lee Dae-hyoung para ocultar su identidad a las fuerzas japonesas mientras realizaba actividades de independencia militar. Se usó el seudónimo Baeksan, que significa Montaña Blanca (Brillante, Clara, Nevada).

## Biografía
Se graduó en 1914 de la Academia del Ejército Imperial Japonés ; sin embargo, desertó a las fuerzas guerrilleras coreanas en 1919, trayendo consigo conocimientos de técnicas militares modernas cuando era teniente en el Ejército Imperial Japonés. Sus habilidades fueron apreciadas por las fuerzas guerrilleras coreanas que lo convirtieron en el superintendente de la Academia Militar Sinheung, donde se estaban entrenando nuevos líderes de las fuerzas coreanas.
En 1940, se convirtió en el comandante en jefe del Ejército de Liberación de Corea patrocinado por los nacionalistas chinos . Durante la Segunda Guerra Mundial, invitó al general Hong Sa-ik, el oficial coreano de más alto rango del Ejército Imperial Japonés, a desertar y unirse al Ejército de Liberación de Corea, pero la invitación fue rechazada.
Tras la liberación de Corea, se desempeñó como miembro de la Asamblea Nacional de Corea del Sur. Murió en 1959 y fue honrado póstumamente por el gobierno de Corea del Sur con la Orden del Mérito de la Independencia para la Fundación Nacional en 1962.